# Vielank

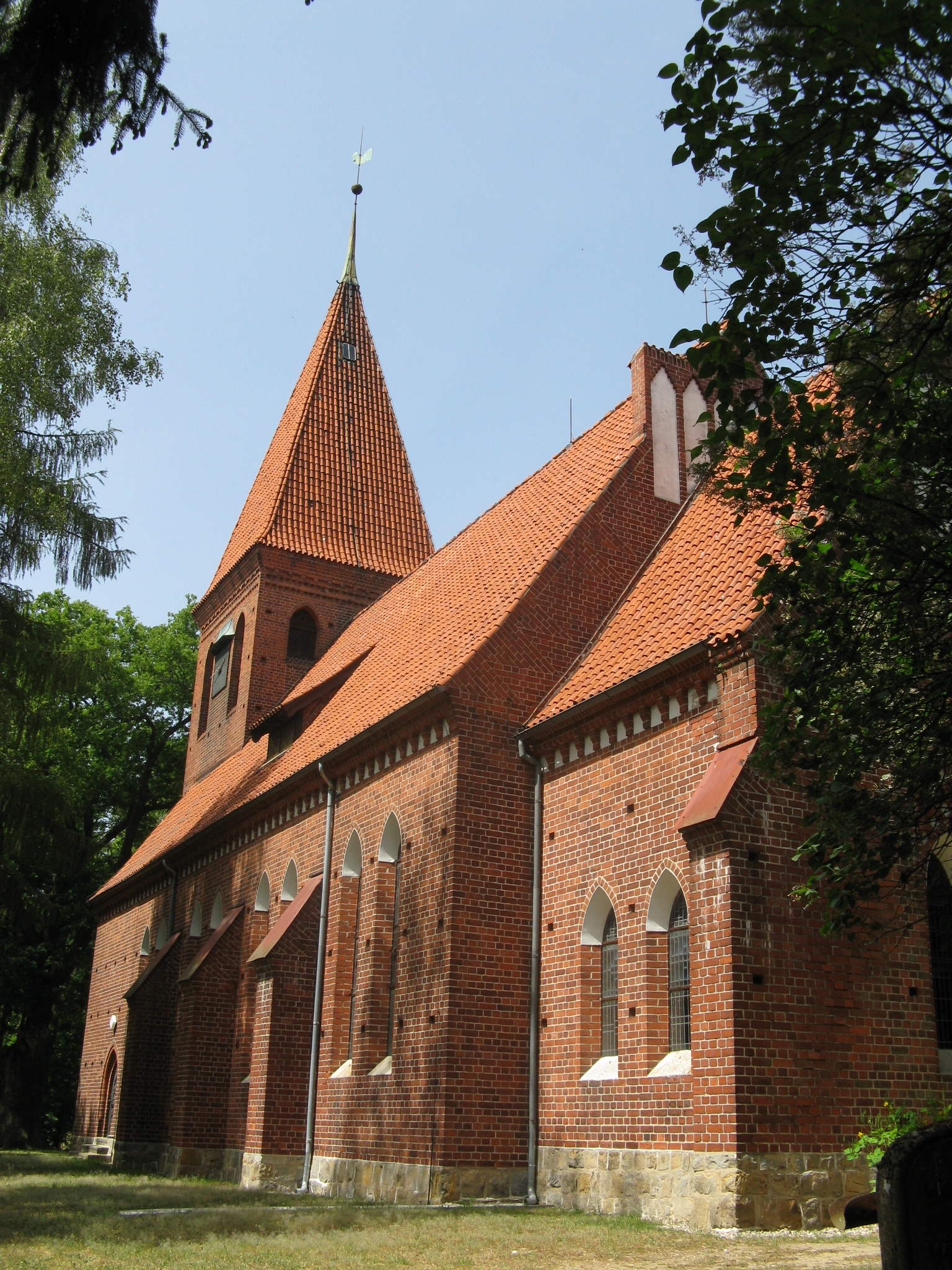
Igreja em Vielank

Vielank é um município da Alemanha, situado no distrito de Ludwigslust-Parchim, no estado de Mecklemburgo-Pomerânia Ocidental. Tem 77,38 km² de área, e sua população em 2019 foi estimada em 1.259 habitantes.